# Elizabeth Rice
Elizabeth Ellen Rice (Pine Bluff, 5 november 1985) is een Amerikaans actrice.
Rice begon haar carrière met gastrollen in televisieseries, waaronder Crossing Jordan, ER, Without a Trace en Boston Public. Haar doorbraak kwam met een bijrol in The Mystery of Natalie Wood (2004), wat werd gevolgd met een andere bijrol in de tienerfilm Odd Girl Out (2005).
In 2008 zal ze haar eerste hoofdrol spelen, in de horrorfilm From Within.
- Bibliothèque nationale de France: cb162032358 (data)
- International Standard Name Identifier: 0000 0001 1483 0847
- Library of Congress Control Number: no2009055771
- Virtual International Authority File: 163458560
- WorldCat: E39PBJjxmPvhKCBYY4fVPBdvpP